# Liste der Biografien/Kleib
Liste der Biografien |
Portal Biografien |
Personensuche
# |
A |
B |
C |
D |
E |
F |
G |
H |
I |
J |
K |
L |
M |
N |
O |
P |
Q |
R |
S |
T |
U |
V |
W |
X |
Y |
Z |
?
 
Ka |
Kb |
Kc |
Kd |
Ke |
Kf |
Kg |
Kh |
Ki |
Kj |
Kl |
Km |
Kn |
Ko |
Kp |
Kr |
Ks |
Kt |
Ku |
Kv |
Kw |
Ky |
Kx |
Kz
 
Kla |
Kld |
Kle |
Kli |
Klj |
Klo |
Klu |
Kly
 
Klea |
Kleb |
Klec |
Kled |
Klee |
Klef |
Kleg |
Kleh |
Klei |
Klej |
Klek |
Klem |
Klen |
Kleo |
Klep |
Kler |
Kles |
Klet |
Kleu |
Klev |
Klew |
Kley |
Klez
 
Kleib |
Kleic |
Kleid |
Kleie |
Kleif |
Kleih |
Kleij |
Kleik |
Kleim |
Klein |
Kleis |
Kleit |
Kleiv |
Kleiw |
Kleiz
Die Liste der Biografien führt alle Personen auf, die in der deutschsprachigen Wikipedia einen Artikel haben. Dieses ist eine Teilliste mit 24 Einträgen von Personen, deren Namen mit den Buchstaben „Kleib“ beginnt.

## Kleib

### Kleiba
- Kleibanowa, Alissa Michailowna (* 1989), russische Tennisspielerin
- Kleibauer, Heinrich (1882–1973), deutscher Autor
- Kleibauer, Thilo (* 1971), deutscher Politiker (CDU), MdHB

### Kleibe
- Kleibel-Kertsman, Andrea (* 1965), österreichisch-amerikanische Kulturmanagerin und Produzentin
- Kleiber, Carlos (1930–2004), österreichischer DirigentCarlos Kleiber (1930–2004)

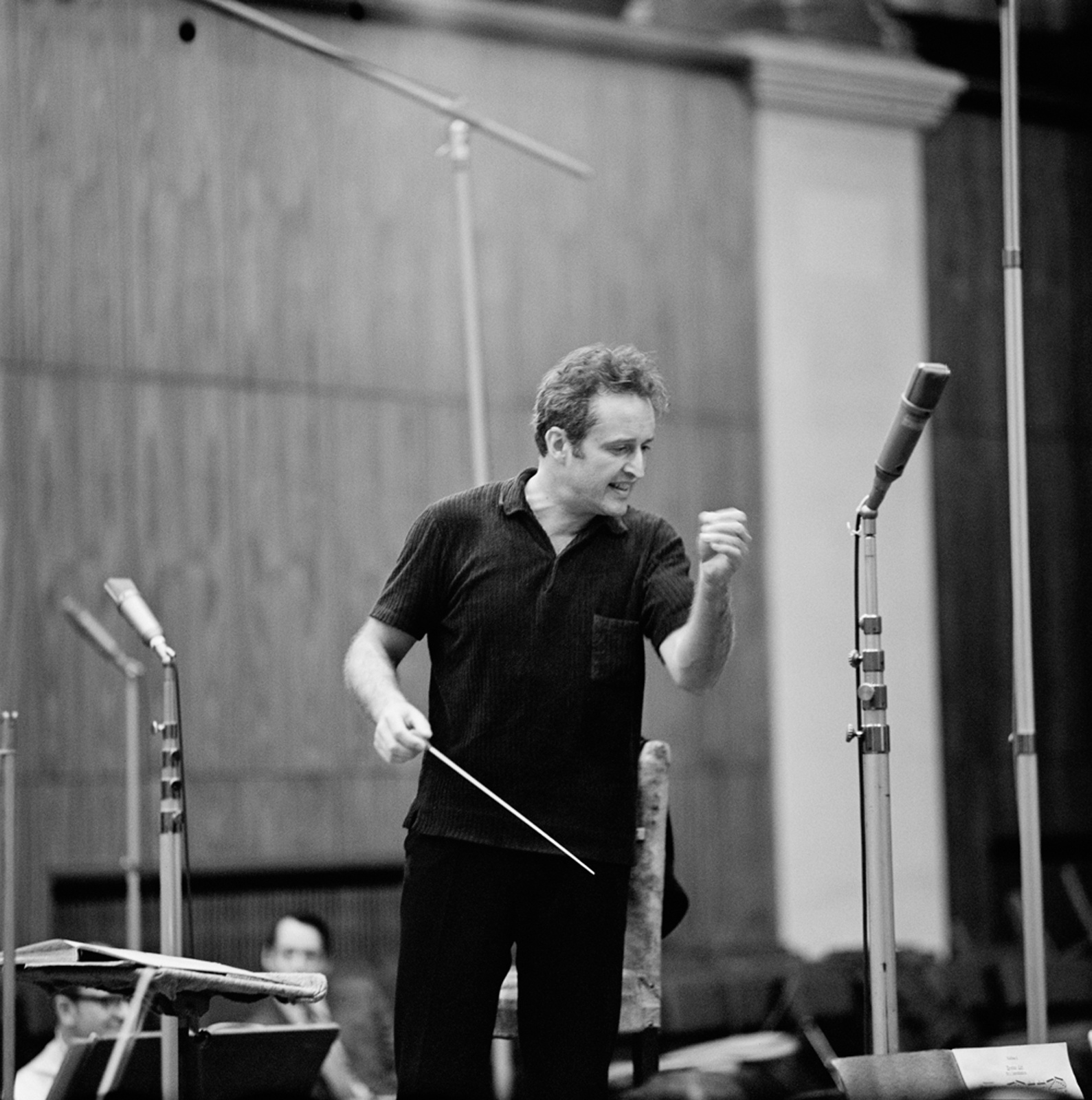
Carlos Kleiber (1930–2004)

- Kleiber, Claudia (* 1965), deutsche Synchronsprecherin und Schauspielerin
- Kleiber, Dieter (* 1950), deutscher Psychologe und Gesundheitswissenschaftler
- Kleiber, Eleonore (1925–1997), deutsche Kostümbildnerin
- Kleiber, Erich (1890–1956), österreichischer Dirigent
- Kleiber, Erich (1929–1985), deutsch-österreichischer Schauspieler, Kabarettist, Theaterregisseur und Synchronsprecher
- Kleiber, Georges (* 1944), französischer Sprachwissenschaftler
- Kleiber, Günther (1931–2013), deutscher Politiker (SED), MdV und Minister für Allgemeinen Maschinen-, Landmaschinen- und Fahrzeugbau in der DDR
- Kleiber, Karl (1838–1902), österreichischer Komponist und Kapellmeister
- Kleiber, Leonhard (1863–1942), deutscher Musiker, Komponist und Kapellmeister
- Kleiber, Max (1893–1976), Schweizer Biologe, Agrar- und Ernährungswissenschaftler
- Kleiber, Wolfgang (1929–2020), deutscher Sprachwissenschaftler
- Kleiber, Wolfgang (* 1943), deutscher Sachverständiger für Wertermittlungen
- Kleiber-Kontsek, Jolán (1939–2022), ungarische Leichtathletin
- Kleibeuker, Carien (* 1978), niederländische Eisschnellläuferin

### Kleibl
- Kleibl, Kathrin (* 1973), deutsche Klassische Archäologin und Provenienzforscherin

### Kleibn
- Kleibner, Christian (* 1981), österreichischer Fußballspieler

### Kleibr
- Kleibrink, Benjamin (* 1985), deutscher Florettfechter
- Kleibrink, Heiko (* 1973), deutscher Tanzsportler
- Kleibrink, Shannon (* 1968), kanadische Curlerin